# Drudge Report
El Drudge Report (Reporte Drudge) es un sitio web agregador de Estados Unidos. Dirigido por Matt Drudge con la ayuda de Charles Hurt, el sitio consiste principalmente en enlaces a historias de principales medios de comunicación de Estados Unidos y el mundo sobre política, entretenimiento y eventos actuales; también tiene enlaces a varios columnistas. Los puntos de vista expresados en el sitio web son considerados frecuentemente como conservadores. Ocasionalmente, Drudge redacta nuevas historias por sí mismo, basado en consejos.
El Drudge Report se originó en 1996 como un despacho de mensajes de correo electrónico semanal basado en suscriptores. Fue la primera fuente de noticias en hacer público el Escándalo Lewinsky, después de que el Newsweek decidiera no publicar la historia.

## Orígenes
El Reporte Drudge empezó como una columna de murmullos enfocada en Hollywood y Washington D. C. Matt Drudge comenzó los boletines basados en mensajes de correo electrónico desde un departamento en Hollywood, California usando sus contactos dentro de la industria y los medios para obtener historias, a veces antes de que llegaran a los principales medios de comunicación. En sus primeros días Drudge mantenía la página desde su casa en Miami Beach, Florida, con ayuda de asistentes en la selección de historias y escritura de encabezados. Su primer asistente fue Andrew Breitbart. Breitbart, quien se describió a sí mismo como la "perra de Matt Drudge", trabajaba el turno de la tarde del Reporte Drudge, al mismo tiempo que dirigía su propio sitio web breitbart.com y otro sitio web BigHollywood.com, brindando una perspectiva conservativa para las personas en la industria de entretenimiento de Los Ángeles. John Ziegler dijo que Drudge bloqueó a Breitbart de publicar contenido criticando a Barack Obama durante la campaña de 2008 para la presidencia de Estados Unidos.
En 2010, Drudge agregó al antiguo miembro columnista del The Washington Times, Joseph Curl. En 2011, añadió al personal a Charles Hurt, más recientemente, el jefe de la oficina en Washington del New York Post y columnista del The Washington Times. Curl, quien sirvió como editor en el turno de la mañana, dejó el sitio en 2014 y, con la bendición de Drudge, lanzó su propio agregador en enero de 2015, Right Read, para el The Washington Times.
Drudge, quien empezó su sitio web en 1997 como un suplemento a su boletín de eMail de $10 por año, recibió atención nacional en 1996 cuando lanzó la noticia de que Jack Kemp sería el compañero de contienda Republicano de Bob Dole en las Elecciones presidenciales de Estados Unidos de 1996. In 1998, Drudge hizo olas nacionales cuando rompió en las noticias que la revista Newsweek tenía información sobre una relación inapropiada entre "una pasante de la Casa Blanca" y el presidente Bill Clinton—el Escándalo Lewinsky —pero estaba reteniendo la publicación. Después de que el reporte de Drudge saliera, Newsweek publicó la historia.

## Contenido
El sitio del Drudge Report consiste principalmente de enlaces seleccionados a sitios web de noticias de todo el mundo, cada enlace llevando un encabezado escrito por Drudge o sus editores. Las historias enlazadas son generalmente mantenidas en los sitios web externos de las agencias principales de medios de comunicación. Ocasionalmente incluye historias escritas por Drudge, usualmente de dos o tres párrafos de extensión. Ellos generalmente se preocupan en una historia por ser publicada en una revista o periódico más grande. Drudge ocasionalmente publica los índices Nielsen, Arbitron y BookScan, o los sondeos a boca de urna los cuales no están disponibles al público.
El drudge Report tiene historial de fabricar o malinterpretar historias.  En octubre de 2004, el Drudge Report tergiversó un discurso hecho por John Edwards de acuerdo con la transcripción originalmente publicada. Drudge hizo falsos reportes sobre que Donald Sterling, dueño de los LA Clippers, era demócrata. Según el Registrador del Condado de Los Ángeles, Sterling es un republicano registrado.  Drudge afirmó que las ruedas de prensa de la Casa Blanca estaban escenificadas. Un rápido chequeo por periodistas mostró que el reclamo era falso.  Drudge reclamó haber pagado una multa por no tener seguro bajo el Ley de Asistencia Asequible un año antes de que se impusieran las multas.  Drudge reportó que el estímulo del gobierno da dinero a inmigrantes indocumentados.
El sitio tiene publicidad que genera el ingreso del sitio. La publicidad del Drudge Report es vendida por Intermarkets, la firma de publicidad con base en Vienna, Virginia.
En abril de 2009, la Associated Press anunció que estaría examinando la doctrina de uso legítimo, utilizada por sitios como Google y el Drudge Report para justificar el contenido de AP sin pago.
El 4 de mayo de 2009, la oficina del Fiscal general de los Estados Unidos emitió una advertencia a empleados en Massachusetts de no visitar el Drudge Report y otros sitios por contener código malicioso en algunas publicidades en el sitio web. En marzo de 2010, la compañía de antivirus Avast! previno que la publicidad en el Drudge Report, The New York Times, Yahoo, Google, MySpace y otros sitios contenían software malicioso que podía infectar a las computadoras. «Las plataformas más comprometidas en entrega de anuncios eran Yield Manager y Fimserve, pero un número de sistemas menores de anuncios, incluyendo Myspace, también habían sido encontradas entregando software malicioso a menor escala», declaró Avast Virus Labs.

## Diseño
El diseño del sitio ha visto pocos cambios desde su debut en 1997.  Se mantiene enteramente en HTML, con un esquema de color monocromático de fuente de texto negra en negrita a espacio simple en un fondo blanco. El Drudge Report ha sido descrito por Cheryl Woodard, cofundador de las revistas PC, Macworld, PC World y Publish,
como "un gran, mezcolanza desordenada de enlaces y fotos" y por Dan Rahmel como "popular a pesar de su apariencia plana". El sitio web del Drudge Report es simple y, de acuerdo con Paul Armstrong de webwithoutwords.com, retro en snetimiento. Jason Fried de 37signals.com lo llama "uno de los mejores sitios diseñados en la web". Consiste de un gran titular y un número de otros encabezados seleccionados en tres columnas en tipo de letra monoespaciado . La mayoría enlazan a una fuente externa, usualmente la versión en línea de un periódico, que contiene la historia. Cuando no hay fuente disponible, ya se porque la historia está en "desarrollo", pocos detalles son conocidos en ese momento, o es exclusiva, una página especial es creada en los servidores del Drudge Report, que contiene texto y a veces imágenes.
Las historias en el sitio son atribuidos de distintos niveles de importancia, que Matt Drudge califica. El Reporte casi siempre mantiene una historia mayor arriba del logotipo, usualmente de solo una oración que se enlaza a la historia más importante del día. Otras historias que envuelven al encabezado principal pueden ser encontradas en la parte izquierda de la página y enlaza a artículos más específicos que tratan asuntos del encabezado de la historia. La historia estándar, ya sea el encabezado o los enlaces debajo del logotipo, está escrita en negro. Las historias que Drudge considera como más importantes están en rojo, todas bajo un solo encabezado mayor en negrita. Para historias especialmente importante, especialmente si aún están emergiendo, Drudge pone una luz roja parpadeante en la pantalla.
A pesar de que el sitio inicialmente presentaba pocas imágenes, ahora es usualmente ilustrado con cinco o seis fotografías. Generalmente las imágenes, como los encabezados enlazados, son hotlinked de los servidores de las agencias de noticias.

## Tendencias políticas
Matt Drudge ha dicho que es conservador, pero "más de un populista". Algunos consideran al Drudge Report como conservador en tono, y ha sido referido en el medio como un "agregador de noticias conservativas". En 2008, Richard Siklos, un editor de la revista Fortune, llamó al Drudge Report un «megáfono conservador». Peter Wallsten, escribiendo en Los Angeles Times, etiquetó a Drudge como "un guerrero conservador bien conocido"; Saul Hansell, escribiendo en el New York Times, se refirió a él como un "escarbador de vidas ajenas conservador"; y Glenn Greenwald, escribiendo en el New York Magazine, lo llamó un "hachazo de ala derecha". Greenwald también escribió que el Drudge Report—entre otros—es parte de la "máquina de ruidos del ala derecha Bush/Cheney".
Jesse Swick del The New Republic señaló que el Drudge Report frecuentemente enlaza a historias que lanzan dudas sobre el calentamiento global. "[Drudge] adora tanto un lanzamiento del senador Inhofe tanto como ama tomar tiros al azar a Al Gore ... Es como destellar imágenes apetitosas de palomitas de maíz y refrescos entre cuadros en los cines, solo que menos sutil." Ben Shapiro de townhall.com escribió "La izquierda americana no puede restringir el uso de Internet o prohibir las pláticas de radio, entonces deslegitima estas fuentes de noticias. Rasgando fuentes alternativas de noticias como ilegítimas es la única opción remanente de la izquierda -- no puede competir con el ala derecha en los medios de noticias ... Llamaron a Matt Drudge un escarbador de vidas ajenas y un periodista amarillo."
Un estudio en 2005 colocó al Drudge Report "ligeramente a la izquierda del centro". "Una cosa que la gente debería tener en mente es que nuestra información para el Drudge Report está basada casi totalmente en los artículos que el Drudge Report enlista en otros sitios Web", dijo Groseclose, el jefe del estudio. "Muy poco está basado en las historias que Matt Drudge escribió por sí mismo. El hecho que el Drudge Report aparece como a la izquierda del centro es meramente una reflexión del prejuicio general de los medios." El profesor Mark Liberman criticó el modelo estadístico utilizado en dicho estudio sobre la base de que el modelo asumía políticos conservadores que no se preocupaban sobre la posición ideológica de think tanks que citaban, mientras que los políticos liberales lo hacen. El estudio fue también criticado por el vigilante de los medios Spinwatch.

## Influencia
De acuerdo con Quantcast, el sitio tiene más de tres millones de visitas por día. De acuerdo con Mark Halperin, "la cobertura de Drudge afecta la cobertura política de los medios", efectivamente guiando la cobertura política de los medias hacia lo que Halperin llama "los aspectos más salaces de los políticos americanos". En The Way To Win (El camino para ganar), un libro escrito por Halperin y John Harris, Drudge es llamado "el Walter Cronkite de esta era". El estratega del partido demócrata Chris Lehane dice "los teléfonos comienzan a sonar" siempre que Drudge rompe con una historia, y Mark McKinnon, un antiguo consejero de los medios para George W. Bush, dijo que él checaba el sitio 30–40 veces por día.
A pesar de que estas afirmaciones severas, los investigadores habían prestado relativamente poca atención en probar la verdadera influencia del Drudge Report en cobertura de los medios. En el único estudio empírico de la influencia de Drudge en la agenda de los medios, Wallsten analizó la información desde un análisis de contenido detallado de discusiones impresas, transmitidas y en blogs durante las últimas cinco semanas de la campa de 2008. Más que el amplio impacto postulado por observadores profesionales políticos, Wallsten descubrió que, aun en asuntos que se esperaba el sitio tuviera su más grande impacto, las historias destacadas en el Drudge Report ejercen una influencia bastante inconsistente sobre lo que las agencia de medios de comunicación tradicionales deciden cubrir. Específicamente, los análisis de series de tiempo presentados por Wallsten muestran evidencia de un “efecto Drudge” en la cobertura en impreso y emisión para solo cinco de los 10 escándalos políticos que recibieron la mayor atención en el Reporte Drudge entre el 30 de septiembre y el 3 de noviembre de 2008. En otras palabras, a pesar de la sabiduría convencional de lo contrario, hay poco en los datos verdaderos que sugieran que el Drudge Report “domina” el mundo de los medios.
Matt Drudge ha sido criticado por otras personalidades del medio de noticias: Bill O'Reilly llamó dos veces a Drudge una "amenaza a la democracia" en respuesta a las figuras de venta reveladas en su libro, y Keith Olbermann se refirió a Drudge como "un idiota con un módem.
Drudge, junto con su sitio web, fue etiquetado uno de los "Top 10 conservadores anti-Barack Obama" por el editor de EU del The Daily Telegraph en febrero de 2009.
En adición a su influencia en los medios, el Drudge Report ha influenciado elementos de diseño en otros sitios, algunos con puntos de vista opuestos y algunos que usan el mismo formato para enlistar las noticias. Un sitio de parodia de tendencia de izquierda declaró que el Drudge Retort fue fundado en 1998 como "una parodia del estilo intenso del Sr. Drudge".
De acuerdo con información analítica en línea para abril de 2010 de la Agencia de Mercadotecnia de Periódicos, el Drudge Report es el sitio número uno referido para todos los sitios web comerciales de RU en línea.

## Archivos
Muchos reportes de 1995 hasta inicios de 1997 están disponibles en el archivo Usenet provisto por Google Groups. Un archivo más extenso del sitio web es provisto por los Drudge Report Archives, que tiene archivos que datan a mediados de noviembre de 2001 y almacena capturas de la página de inicio del Drudge Report cada dos minutos

## Historias notables

### Escándalo de Monica Lewinsky
El Drudge Report alcanzó protagonismo cuando fue el primero en reportar lo que sería conocido como el escándalo Lewinsky . Publicó la historia el 17 de enero de 1998, alegando que el Newsweek había rechazado la historia.

### Swift Boat Veterans for Truth (Veternaos de Botes Rápidos por la Verdad)
Durante la campaña presidencial de EU de 2004, el grupo Swift Boat Veterans for Truth hizo reclamos sobre el historial de guerra de John Kerry, que fue mencionado por Drudge e investigado por redes de periódicos y televisiones mayores.  El libro Unfit for Command: Swiftboat Veterans Speak Out Against John Kerry se convirtió en best-seller en parte por su promoción en el Drudge Report.

### Foto de Obama
Drudge publicó una foto de Barack Obama en un vestido tribal Somalí el 25 de febrero de 2008, y reportó que la foto le había sido enviada por un miembro del personal de la campaña Clinton.  La publicación de la fotografía resultó en un breve guerra de palabras entre las organizaciones de las campañas Clinton y Obama.

### Príncipe Harry en Afganistán
El 28 de febrero de 2008, Drudge publicó un artículo señalando que el príncipe Enrique de Gales estaba sirviendo con su régimen en Afganistán. El príncipe Harry estuvo diez semanas dentro de un despliegue en línea frontal en Afganistán que fue objeto de un bloqueo informativo voluntario por la prensa del Reino Unido. La censura fue diseñado para proteger al prínicpe Harry y los hombres que servían con él de ser específicamente identificados por los Talibanes.
Una revista semanal para mujeres australiana, New Idea, liberó la historia en enero, pero no se le dio seguimiento al momento. Los editores de New Idea reclamaron ignorancia de cualquier censura de noticias.
Después un periódico alemán Berliner Kurier publicó una pequeña pieza el 28 de febrero, también antes que Drudge.
Drudge subsecuentemente reclamó el reporte como una exclusiva. El Jefe del Personal General Sir Richard Dannatt, cabeza profesional del ejército británico, declaró: "Estoy muy decepcionado que sitios extranjeros hayan decidido correr esta historia sin consultarnos".
El tour de servicio del príncipe terminó prematuramente, ya que su unidad probablemente fue identificada por ataques suicidas de gran escala que pretendían matar al príncipe.

### Problemas del Senado de EU
El 9 de marzo de 2010, el Sargento de Armas del Senado reclamó que el sitio era "responsable de muchos de los virus surgiendo a través del Senado...Por favor eviten usar [este] sitio hasta que el Senado resuelva este problema...El Senado ha sido inundado en los últimos días con este problema." El Drudge Report contraatacó declarando que "servía más de 29 millones de páginas sin una queja por e-mail sobre 'anuncios,' o el sitio sirviendo 'virus'."

## Historias polémicas, errores y cuestionamientos sobre fuentes

### Exclusivas
Investigaciones por la revista de medios Brill's Content en 1998 lanza dudas sobre la precisión de la mayoría de las "exclusivas" reclamadas por el Drudge Report. De las 51 historias expuestas como exclusivas de enero a septiembre de 1998, la revista encontró que 31 (61%) eran realmente historias exclusivas. De esas, 32% eran falsas, 36% eran verdaderas y el 32% restante eran de exactitud debatible.

### Demanda de Sidney Blumenthal
En 1997, el Drudge Report reportó que el asistente entrante de la Casa Blanca Sidney Blumenthal golpeó a su esposa y lo estaba ocultando. Drudge se retractó de la historia al siguiente día y se disculpó, declarando que le habían dado información errónea, pero Blumenthal hizo una demanda por difamación por $30 millones contra Drudge. Después de cuatro años Blumenthal retiró la demanda, diciendo que el pleito le había costado decenas de miles de dólares en cuotas legales.
Aceptó pagar $2,500 al abogado de Los Ángeles de Drudge por gastos de traslado, reclamando que Drudge estaba "respaldado por fondos ilimitados de partidarios políticos quienes usan una fundación libre de impuestos". La Fundación de Derechos Individuales, liderada por el activista conservativo David Horowitz, pagó las coutas legales de Drudge en la demanda de Blumenthal. Un juez federal señaló en el juicio que Drudge "no es un reportero, un periodista, o un recolector de noticias. Él es, como él se admite, simplemente un proveedor de chismes."

### Presunto escándalo interno de John Kerry
Durante las Elecciones presidenciales de Estados Unidos de 2004, Drudge difundió una historia citando al General Wesley Clark, en la que Clark declaraba que la campaña de John Kerry haría implosión sobre un asunto interno. Drudge reportó que otras agencias de noticias estaban investigando el supuesto asunto, pero quitaron la historia del sitio poco después cuando las otras agencias de noticias dejaron sus investigaciones.

### Presunto niño ilegítimo de Bill Clinton
En 1999, el Drudge Report anunció que había visto una cinta de video que era la base de una historia de Star Magazine y Hard Copy. Bajo el encabezado, Woman Names Bill Clinton Father Of Son In Shocking Video Confession (Mujer llama a Bill Clinton padre de su hijo en confesión de video impactante), Drudge reportaba una "confesión" grabada en video por una antigua prostituta quien clamaba que el padre de su hijo era Bill Clinton. El Reporte declaraba, "Para acusar al hombre más poderoso del mundo de ser padre de su hijo es o un engaño de toda la vida, o un alborto personal que necesita resolución. Sólo dos personas puedan saber esa respuesta esta noche." La demanda resultó ser una farsa.

### Supuesta interrupción de senadores republicanos por un reportero de CNN
El 1° de abril de 2007, Drudge cito a una fuente "oficial" sin nombre diciendo que el reportero de la CNN, Michael Ware había "interrumpido" a los senadores republicanos McCain y Graham durante una conferencia de prensa en vivo. Drudge reportó que:

Un oficial en la conferencia de prensa llamo a la conducta de Ware como "indignante," diciendo, "aquí tienes a dos senadores de Estados Unidos en Baghdad dando reportes de primera mano mientrad Ware se ríe y se burla de sus comentarios. Yo nunca había presenciado una falta de respeto como esa. Este individuo es un activista no un reportero."
Matthew DrudgeThe Drudge Report

Un video de Rawstory muestra que Ware no uso algún sonido o preguntó alguna pregunta durante la conferencia de prensa.

### Oprahy Sarah Palin
El 5 de septiembre de 2008, el Drudge Report reportó que los empleados de Oprah estaban "divididos fuertemente en los méritos de citar a Sarah Palin". Drudge dijo que obtuvo la información de una fuente anónima. Winfrey respondió en una declaración escrita a las agencia de noticias diciendo, "El artículo en el Reporte Drudge de hoy es categóricamente falso. No ha habido absolutamente alguna discusión sobre tener a Sarah Palin en mi show. Al inicio de esta campaña presidencial cuando yo decidí que iba a tomar mi primera postura pública en apoyo a un candidato, yo tome la decisión de no usar mi show como plataforma para ninguno de los candidatos." La declaración pública de Oprah Winfrey vino después de que ella apoyara a Barack Obama para presidente en Larry King Live en 2007. Drudge fue acusado por algunos comentadores de plantar una historial falsa para fines políticos.

### La farsa del ataque de Ashley Todd
El 23 de octubre de 2008, Drudge publicó una historia exclusiva no confirmada sobre Ashley Todd, la empleada de 20 años del College Republican National Committee (CRNC) y voluntaria de John McCain quien supuestamente fue atacada por un hombre de tez oscura por tener una calcomanía de McCain en su carro en Pittsburgh. Drudge reportó la historia sin un enlace pero como "en desarrollo", nombrando al encabezado "SHOCK: VOLUNTARIA DE McCAIN ATACADA Y MUTILADA EN PITTSBURGH - "B" tallado en la cara de la mujer de 20 años". La historia desató una "tormenta de atención de los medios", siendo tomada por muchos blogueros conservativos y por anfitriones de shows de radio de ala derecha, todos citando al Drudge Report como su fuente. También se reportó en los periódicos y televisión tanto de EU como alrededor del mundo. La historia fue confirmada de ser una farsa perpetrada por Todd y, de acuerdo con Talking Points Memo, fue difundida a los medios por el director de Comunicaciones de Pensilvania McCain.
Drudge entonces imprimió una retractación de la historia, incluyendo enlaces a las historias de las noticias detallando que el ataque había sido un engaño, y que Ashley Todd se había realizado un "ataque" similar mientras era voluntaria en un grupo local de Ron Paul grassroots. Se le solicitó posteriormente abandonar el grupo por el engaño.